# Dullahan
Dullahan (noto anche con i nomi di Durahan o Gan Ceann) è un folletto della mitologia celtica senza testa. Il suo nome significa persona scura.

## Il mito
La creatura reca la propria testa in braccio, conduce una carrozza nera trainata da un cavallo nero anch'esso privo della testa, o come altre fonti affermano, possiede una testa con occhi fiammeggianti. Di solito il Dullahan è di genere maschile, ma esistono anche varianti femminili della creatura. Si dice che sia l'incarnazione del dio celtico Crom Dubh. Il mito del Dullahan proviene dall'Irlanda.
Il suo volto mostra un sorriso ampio e sinistro. I suoi occhi essendo in costante movimento sono in grado di osservare con chiarezza anche durante le notti più buie. Si dice che la carne della testa abbia il colore e la consistenza del formaggio ammuffito. Si pensa che il Dullahan utilizzi la spina dorsale di un cadavere umano come frusta, mentre il suo carro è ornato con oggetti funebri. Inserisce delle candele all'interno dei teschi per illuminare il proprio cammino,  i raggi delle ruote sono costituite dal femore, mentre la copertura del carro è formata da un tessuto masticato da un verme che ricopre una bara oppure da una pelle umana essiccata. Gli irlandesi antichi credevano che quando un Dullhan smetteva di cavalcare, una persona doveva morire.
Alle persone che incontrano l'essere durante il suo tragitto annuncia la morte imminente. Il Dullahan nomina il nome delle future vittime, come racconta lo Storytelling W. J. Fitzpatrick, anche se lo incontri basta che il nome che pronuncia non sia il tuo, anche se è inutile cercare di non sentire, la morte è pressoché immediata.
A chi, incuriosito dai rumori provenienti dall'esterno, apre la porta di casa al suo passaggio, l'essere si mostra e sommerge lo sventurato con sangue, gettandogli addosso il liquido contenuto in un recipiente.

## Nella cultura di massa
Sono stati scritti romanzi dedicati ai Dullahan, come Bride of the Dullahan di Sharon Wagner del 1976.
Ispirato a tale leggenda anche il film Il mistero di Sleepy Hollow con Johnny Depp.
I Dullahan appaiono anche in numerosi celebri videogiochi per diverse console, come mostri da affrontare, fra cui Final Fantasy, Monster Rancher, Castlevania e Dragon Quest VIII.
Nella light novel Durarara!! e nel suo corrispettivo animato (anime) e cartaceo (manga), vi è il personaggio di Celty Sturluson che è appunto una Dullahan.
È uno dei nemici principali nel fumetto Fables.
In Touhou 14 - Double Dealing Character Sekibanki è un Dullahan e fa da boss nello Stage 2, dove cerca di fermare l'eroina di turno.
Nel manga Monster musume no iru nichijō una delle protagoniste femminili è una Dullahan di nome Lala.
In Kono subarashii sekai ni shukufuku o! il generale Verdia è un Dullahan.
In Overlord la Maid Yuri Alpha delle Pleiadi è un Dullahan.
Nella serie d'animazione Huntik, Dullahan è uno dei Titani che proteggono il castello di Tír na nÓg.
È presente come carta giocabile della fazione mostri nel videogioco di carte collezionabili Gwent.
Nel popolare gioco di carte collezionabili Yu-Gi-Oh, Dullahan è il nome di una carta giocabile dell'archetipo "Fantasmatrucco".